# 马丁·绍尔
马丁·绍尔（德語：Martin Sauer，1982年12月17日—），德国男子赛艇运动员。他曾代表德国参加2012年、2016年和2020年夏季奥林匹克运动会赛艇比赛，获得一枚金牌和二枚银牌。